# Luca Chiumento
Luca Chiumento (* 19. November 1997 in Padua) ist ein italienischer Ruderer. Er war Olympiazweiter und Europameister im Doppelvierer.

## Karriere
2017 startete er im Doppelzweier mit Andrea Cattaneo bei den U23-Weltmeisterschaften. Nach dem fünften Platz im Halbfinale reichte es im B-Finale zum vierten Platz, womit sie den Wettbewerb auf Platz 10 beendeten. Ein Jahr später startete er wieder bei den U23-Weltmeisterschaften 2018. Dieses Mal gewann er mit Riccardo Jansen, Gergo Cziraki und Ivan Capuano das Halbfinale im Doppelvierer. Im Finale gewannen die Vier dann die Silbermedaille hinter dem Boot aus Großbritannien. 2019 wechselte er wieder in den Doppelzweier und ging mit seinem Partner Andrea Cattaneo bei den Europameisterschaften an den Start. Sie fuhren als dritte im B-Finale über die Ziellinie und belegten so Platz neun. Anschließend traten sie beim zweiten Weltcup der Saison in Posen an, wo sie den 12. Platz belegten. Im Juli gewannen die beiden in Sarasota-Bradenton den Titel im Doppelzweier bei den U23-Weltmeisterschaften vor den Neuseeländern und den Russen.
2020 wechselte er wieder in den Doppelvierer und startete zusammen mit Simone Venier, Luca Rambaldi und Giacomo Gentili bei den Europameisterschaften. Mit dem Sieg im Vorlauf qualifizierten sie sich souverän für das A-Finale. Im Finale gewannen sie dann die Silbermedaille hinter den Niederländern und vor den Litauern. Zwei Jahre später gewannen Nicolò Carucci, Andrea Panizza, Luca Chiumento und Giacomo Gentili die Goldmedaille bei den Europameisterschaften 2022 in München vor den Polen und den Rumänen. Einen Monat später siegten die Polen bei den Weltmeisterschaften in Račice u Štětí vor den Briten und den Italienern. Bei den Europameisterschaften 2023 in Bled gewannen die Polen den Titel vor den Niederländern und den Italienern, die 2023 mit der gleichen Crew wie 2022 antraten. Drei Monate später bei den Weltmeisterschaften in Belgrad siegten die Niederländer vor den Italienern und den Polen. In dieser Reihenfolge überquerten die drei Boote auch bei den Olympischen Spielen in Paris die Ziellinie.

## Internationale Erfolge
- 2017: 10. Platz U23-Weltmeisterschaften im Doppelzweier
- 2018: Silbermedaille U23-Weltmeisterschaften im Doppelvierer
- 2019: 9. Platz Europameisterschaften im Doppelzweier
- 2019: Goldmedaille U23-Weltmeisterschaften im Doppelzweier
- 2020: Silbermedaille Europameisterschaften im Doppelvierer
- 2022: Goldmedaille Europameisterschaften im Doppelvierer
- 2022: Bronzemedaille Weltmeisterschaften im Doppelvierer
- 2023: Bronzemedaille Europameisterschaften im Doppelvierer
- 2023: Silbermedaille Weltmeisterschaften im Doppelvierer
- 2024: Goldmedaille Europameisterschaften im Doppelvierer
- 2024: Silbermedaille Olympische Spiele im Doppelvierer